# Notoligotoma hardyi
Notoligotoma hardyi is een insectensoort uit de familie Notoligotomidae, die tot de orde webspinners (Embioptera) behoort. De soort komt voor in Australië.
Notoligotoma hardyi is voor het eerst wetenschappelijk beschreven door Friederichs in 1914.